# Мерлін Рель
Мерлін Рель (нім. Merlin Röhl, нар. 5 липня 2002, Потсдам, Німеччина) — німецький футболіст, центральний півзахисник клубу «Фрайбург».

## Ігрова кар'єра

### Клубна
Мерлін Рель приєднався до молодіжної команди клубу «Інгольштадт 04» у 2018 році. Починав грати за дублюючий склад клубу. У січні 2020 року футболіст підписав з клубом довготривалий контракт.
Перед сезоном 2020/21 Рель був внесений в заявку «Інгольштадта» на уачсть у Лізі 3. 25 листопада 2020 року у матчі проти другої команди мюнхенської «Баварії» Рель дебютував на професійному рівні.
Влітку 2022 року Рель перейшов до «Фрайбурга». Першу гру в Бундеслізі Рель провів 4 березня 2023 року, коли вийшов на заміну у матчі проти гладбахської «Боруссії». 

### Збірна
8 вересня 2023 року у товариському матчі проти команди України Мерлін Рель дебютував у складі молодіжної збірної Німеччини.